# Agrostis sinorupestris
Agrostis sinorupestris är en gräsart som beskrevs av Liang Liu, Sylvia Mabel Phillips och Shen g Lian Lu. Agrostis sinorupestris ingår i släktet ven, och familjen gräs. Inga underarter finns listade i Catalogue of Life.